# Banovich Tamás
Banovich Tamás (Budapest, 1925. szeptember 21. – 2015. február 8.) Balázs Béla-díjas magyar filmrendező, forgatókönyvíró, díszlet- és jelmeztervező.

## Életpályája
Szülei Banovich Ödön és Tompa Júlia voltak. 1945-1949 között a Színház- és Filmművészeti Főiskola hallgatója volt. Mintegy 60 film rendezője (zömmel rövidfilmek, ill. táncfilmek). 1965-től díszlettervező körülbelül 110 magyar, francia, amerikai filmben és 15 tévéfilmben. Színházi díszleteket tervezett Budapesten, Kecskeméten, Miskolcon, Nyíregyházán, Gyulán, a Szegedi Szabadtéri Játékokon, Koreában, Franciaországban.

## Színházi munkái

### Rendezőként
A Színházi Adattárban regisztrált bemutatóinak száma: 1.
- Samuel Beckett: Ó, azok a szép napok! (1984) (díszlet- és jelmeztervező is)

### Díszlettervezőként
A Színházi Adattárban regisztrált bemutatóinak száma: 20. (J=Jelmeztervező is)
- Hernádi Gyula: Mata Hari (1979) (J)
- Hochwälder: A közvádló (1980)
- Kodály Zoltán: Székelyfonó (1980, 1982)
- Hernádi Gyula: V.N.H.M. (Szörnyek évadja) (1980) (J)
- Kálmán Imre: Csárdáskirálynő (1980)
- Filadelfi Mihály: Torzó Messiás (1981)
- Tolnai Ottó: Bayer-aspirin (1982, 1989) (J)
- Hernádi Gyula: Drakula (1982) (J)
- Kodály Zoltán: Psalmus Hungaricus (1982)
- Kodály Zoltán: Háry János (1983) (J)
- Galkó-Márton-Lakatos-Szigeti-Hernádi-Gyurkó-Jancsó: Jöjj délre, cimborám! (1983)
- Molnár Ferenc: Liliom (1983) (J)
- Gyurkó László: Faustus doktor boldogságos pokoljárása (1984) (J)
- Tolnai Ottó: Izéke homokozója, avagy a mammuttemető (1987)
- Verdi: A trubadúr (1990, 1992)

### Jelmeztervezőként
A Színházi Adattárban regisztrált bemutatóinak száma: 11.
- Hernádi-Jancsó: Vörös zsoltár (1973)

## Filmjei

### Játékfilmek
| - Gyerekváros (1948) - Szabóné (1949) - Liszt II. rapszódia (1952) - Ecseri lakodalmas (1952) - Üvegestánc (1953) - Háromugrós tánc (1953) - Este a fonóban (1953) - Magyar táncképek (1954) - Vidám verseny (1954) - Magyar képeskönyv (1954) - Széki muzsika (1955) - Cigánytánc (1955) - Régi magyar csárdások (1955) - Rákóczi induló (1955) - Magyar koncert (1955) - Legénytáncok (1955) - Vidám dalok (1956) - Drágszéli csárdás (1956) - Az eltüsszentett birodalom (1956) - Párizsi tavasz (1957) - Franciaországi képeslapok (1957) - Székely rapszódia (1958) - Rablók (1958) - Pontozótánc (1958) - Pásztortánc (1958) - Párnatánc (1958) - Kalotaszegi leánytánc (1958) - Huszártánc (1958) - Első szerelem (1958) - Csata után (1958) - Csárdás (1958) - Cigányfantázia (1958) - Botoló (1958) - Bábszínház (1958) - Tavasz (1959) - Madárijesztő (1959) - Éjfél után (1959) - Cigánytarka (1959) - Ballada egy lányról (1959) - Kun lassú és gyors (1960) - Kalocsai esték (1960) - Furfangos (1960) - Esti mulatozás (1964) | - Az életbe táncoltatott leány (1964) - Varsói nők (1965) - Szegénylegények (1965) - Bizánc (1965) - Csend és kiáltás (1967) - Ezek a fiatalok (1967) - Eltávozott nap (1968) - Holdudvar (1968) - Téli sirokkó (1969) - Sziget a szárazföldön (1969) - Sárika, drágám (1970) - Szép lányok, ne sírjatok (1970) - Szép magyar komédia (1970) - Mérsékelt égöv (1970) - Még kér a nép (1971) - Álljon meg a menet! (1973) - A locsolókocsi (1973) - Autó (1974) - Szerelmem, Elektra (1974) - Vörös rekviem (1975) - Örökbefogadás (1975) - Kilenc hónap (1976) - Olyan mint otthon (1978) - Magyar rapszódia (1978) - Égigérő fű (1979) - Minden szerdán (1979) - Az áldozat (1979) - A zsarnok szíve, avagy Boccaccio Magyarországon (1981) - Tegnapelőtt (1982) - Visszaesők (1983) - Szeretők (1984) - Egy kicsit én, egy kicsit te (1984) - Szörnyek évadja (1987) - Tutajosok (1989) - Hoppá (1992) - Szeressük egymást gyerekek! (1996) - Utolsó vacsora az Arabs Szürkénél (2000) - Anyád! A szúnyogok (2000) - A mohácsi vész (2004) - Ede megevé ebédem (2006) - Hideg berek (2008) - Oda az igazság! (2009) - Kolorádó Kid (2009) |

### Tévéfilmek
- Gömböc (1961)
- Bölcsőtől a koporsóig (1964)
- Voltaire (1965)
- Harangozó Gyula (1965)
- Szeptember végén (1973)
- A lőcsei fehér asszony (1976)
- Kállai kettős (1979)
- Holtak hallgatása - Requiem egy hadseregért (1982)
- Hamlet (1983)
- A hattyú halála (1984)
- Lena, száz gyermek édesanyja (1987)
- Égető Eszter (1989)
- Eszmélet (1989)
- Csodálatos vadállatok (2005)

## Díjai
- Cannes-i nagydíj (1966) Az életbe táncoltatott leány
- a Magyar Filmkritikusok Díja (1966, 1982)
- Balázs Béla-díj (1983)
- a filmszemle díja (1987)
- Érdemes művész (1987)
- a Magyar Filmszemle életműdíja (2001)